# 鳥居前古墳
鳥居前古墳（とりいまえこふん）は京都府乙訓郡大山崎町に所在する帆立貝形古墳。国の史跡に指定され（史跡「乙訓古墳群」のうち）、出土品は京都府指定有形文化財に指定されている。
1967年（昭和42年）に分布調査により発見され、京都府と大阪大学により前後3回の発掘調査が行なわれている。

## 概要
鳥居前古墳は、天下分け目の戦いで有名な天王山の北側の麓、標高97メートルの丘陵上にある。1967年（昭和42年）に京都府教育委員会による分布調査により存在が明らかになり、1969年（昭和44年）に後円部の竪穴式石室と墳丘の一部が発掘調査されている。当初は、全長70メートルの前方後円墳と推定されたが、その後の調査により、帆立貝形古墳に訂正されている。

### 埋葬主体と副葬品
後円部に竪穴式石室が1基あり、石室の主軸は墳丘主軸に斜交する。規模は、墓壙が9.0×4.4メートル。石室は長さ6.5メートル、西端幅1.2メートル、東端幅0.77メートルを測る。石室の上部の石と天井石は既に失われていた。石室内には長さ5.3メートルの割竹形木棺があったと推定される。木棺を置いた粘土棺床内からは勾玉2、管玉23、鉄刀8、短剣21、短刀9、巴形銅器2が出土している。短剣、短刀は鞘、茎などの木質部が良く残っていた。それ以外の石室床面から鉄剣1、鉄鏃7、巴形銅器6、短甲片、小札3、刀子3が、また石室内の攪乱土から画文帯帯神獣鏡などの破片3、勾玉1、管玉5、刀剣・鉄鏃・短甲・鉄斧・刀子などの破片が出土している。

### 墳丘
墳丘全体は竹林であったので著しく改変されており、測量調査などにより前方後円墳と推定されたものの、その後の大阪大学による墳丘の発掘調査によって、帆立貝形古墳と判断されている。墳丘は3段に築成されており、規模は全長51メートル、後円部径38.4メートル、前方部長12.5メートル、前方部幅推定31メートル、後円部高さ6.5メートル以上と推定される。墳丘表面には葺石で覆っていた形跡があるが、原位置を保つものは少なかった。葺石の石材は古墳から500メートル程度内の河床や崖から採取されたものと推定される。墳丘の各段には円筒埴輪列をめぐらしていた形跡があり、円筒埴輪以外には壷形埴輪や蓋形埴輪が出土している。なかでも蓋形埴輪は前後3回の調査で7個体出土している。

### 築造時期
以上などのことから、都出比呂志は当古墳の築造時期を西暦400年前後と推定している。

## 文化財

### 国の史跡
- 鳥居前古墳（史跡「乙訓古墳群」のうち）
2016年（平成28年）3月1日、既指定の史跡「天皇の杜古墳」・「恵解山古墳」・「寺戸大塚古墳」の3ヶ所に鳥居前古墳など8基を追加指定、「乙訓古墳群」に名称変更[2]。

### 京都府指定文化財
- 有形文化財
  - 鳥居前古墳出土品（考古資料） - 所有者は大山崎町。2025年（令和7年）3月25日指定[3]。
    - 画文帯環状乳神獣鏡 2片
    - 玉類
      - 翡翠勾玉 3箇
      - 碧玉管玉 15箇

    - 武具類
      - 甲 39片
      - 巴形銅器 8個

    - 刀剣類
      - 鉄刀（大刀） 1口
      - 鉄刀（短刀） 23口
      - 鉄剣（長剣） 2口
      - 鉄剣（短剣） 21口

    - 鏃類
      - 鉄鏃 23箇

    - 農工具類
      - 方形鍬鋤先 3挺
      - 鉄鎌 1挺
      - 鉄手鎌 1挺
      - 鉄鑿 8挺
      - 鉄鉇 10挺
      - 鉄鑿又は鉇 5挺
      - 鉄刀子 11口
      - 鉄針（集合） 2箇
      - 鉄針（単体） 9本

    - 用途不明鉄製品残欠 4点